# Девятка диснеевских стариков
Девя́тка дисне́евских старико́в (англ. Disney's Nine Old Men) — девять выдающихся аниматоров, составлявших ядро студии Уолта Диснея, некоторые из которых впоследствии стали режиссёрами, создавшими некоторые из самых известных мультфильмов Диснея — от Белоснежки и семи гномов до Спасателей. Эта группа выработала авторский стиль рисунка и анимации, ставший образцом для подражания целого поколения новых художников студии. Название группы придумал сам Дисней, причём входившие в неё аниматоры к тому моменту находились в 30- и 40-летнем возрасте. Они работали как в короткометражных, так и в художественных фильмах. Дисней делегировал им все больше и больше задач в отделе анимации в начале 1950-х годов, когда их интересы расширились и разнообразили сферу их деятельности. Все участники группы ныне ушли из жизни. Джон Лаунсбери был первым, кто умер (в 1976 году от сердечной недостаточности), а последним — Олли Джонстон, который скончался в 2008 году от естественных причин. Все они стали лауреатами премии «Легенды Диснея».

## История
По словам исследователя Нила Габлера и аниматора Фрэнка Томаса, был сформирован совет директоров для изучения всех возможных проблем, затрагивающих компанию в связи с ее работой в период с 1945 по 1947 год. Однажды в начале 1950-х годов в совете директоров было девять членов, и Уолт Дисней назвал группу «Девять стариков». Дисней делегировал им все больше и больше задач в области анимации по мере того, как работа компании диверсифицировалась. Помимо того, что в 1989 году вся девятка диснеевских стариков были удостоены звания «Легенды Диснея», в 1970-х и 1980-х годах все они были отдельно удостоены премии Уинзора Маккея (пожизненная премия за заслуги для аниматоров).

## Список
- Лес Кларк (17 ноября 1907 — 12 сентября 1979), который присоединился к Disney в 1927 году. Хотя Кларк начал свою карьеру в Disney, работая над короткометражками из комедий об Алисе, его специальностью была анимация Микки Мауса, поскольку он был единственным из Девяти стариков, который работал над этим персонажем с самого начала вместе с Абом Айверксом. За эти годы Лес снял много сцен, вплоть до анимации Леди и Бродяга. Он перешел в режиссуру и сделал много анимационных полнометражных фильмов и короткометражек, хотя с 1964 года почти все фильмы, в которых работал Кларк, являются короткометражными.
- Марк Дэвис (30 март 1913 — 12 января 2000) начал работу в 1935 году над Белоснежкой, а позже он продолжил развивать/оживлять персонажей Бэмби и Тампера (в Бэмби), Динь-Динь (в Питере Пэне), Малефисента, Авроры и ворона (в Спящей красавице) и Стервеллы Де Виль (в 101 далматинец). Дэвис отвечал за дизайн персонажей аттракционов Пираты Карибского моря и Особняк с привидениями в Диснейленде.

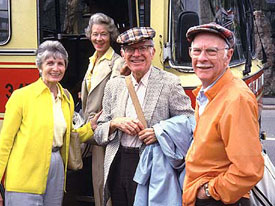
Фрэнк Томас (в центре) и Олли Джонстон (справа) с жёнами в 1985 году.

- Фрэнк Томас (в центре) и Олли Джонстон (справа) с жёнами в 1985 году. Олли Джонстон (31 октября 1912 — 14 апреля 2008[20]), который присоединился к Disney в 1935 году, сначала работал над Белоснежкой. Вместе с Фрэнком Томасом он стал автором библии аниматора Иллюзия жизни. Его работа включает мистера Сми (в Питере Пэне), сводных сестер (в Золушке), окружного прокурора (в Приключениях Икабода и мистера Тоада) и принца Джона (в Робин Гуде). Согласно книге Диснеевский злодей, написанной Джонстоном и Фрэнком Томасом, Джонстон также сотрудничал с Томасом при создании таких персонажей, как Икабод Крейн (в Приключениях Икабода и мистера Тоада) и сэр Хисс (в Робин Гуде).
- Милт Каль (22 марта 1909 — 19 апреля 1987) начал работать над Белоснежкой в 1934 году. Среди его работ были такие герои, как Пиноккио (в Пиноккио), Тигра (в Множестве приключений Винни-Пуха), Питер Пэн (в Питере Пэне) и слюнявая Сью (в Время мелодий), а также злодеи, такие как мадам Мим (в Меч в камне), Шерхан (в Книге джунглей), дворецкий Эдгар (в Котах-аристократах), шериф Ноттингема (в Робин Гуде) и мадам Медуза (в Спасателях).
- Уорд Кимбалл (4 марта 1914 — 8 июля 2002) присоединился к Disney в 1934 году и вышел на пенсию в 1973 году.[21] Его работы включают Джимини Сверчка (в Пиноккио), Люцифера, Жака и Гаса (в Золушке), а также Безумного Шляпника и Чеширского Кота (в Алисе в Стране чудес). Специализируясь на рисовании комических персонажей, его работа часто была более «дикой», чем у других аниматоров Диснея, и была уникальной. В 1968 году он создал и выпустил анимационный короткометражный фильм против войны во Вьетнаме Эскалация, не относящийся к Disney.
- Эрик Ларсон (3 сентября 1905 — 25 октября 1988) присоединился в 1933 году. Один из лучших аниматоров Диснея, он анимировал известных персонажей, таких как Пег в Леди и Бродяга; стервятники в Книге джунглей; полет Питера Пэна над Лондоном в Неверленд (в Питере Пэне) и Братец Кролик, Братец Лис и Братец Медведь (в Песне Юга). Из-за манеры поведения Ларсона и его способности обучать новые таланты, он получил задание найти и обучить новых аниматоров в Disney в 1970-х годах. Многие из лучших талантов Disney в последующие годы были обучены Эриком в 1970-х и 1980-х годах.
- Джон Лаунсбери (9 марта 1911 — 13 февраля 1976) начал свою карьеру в 1935 году и, работая под руководством Нормана «Ферджи» Фергюсона, быстро стал звёздным аниматором. Лаунсбери, которого коллеги-аниматоры ласково называли «Лаунс», был невероятно сильным рисовальщиком, вдохновлявшим многих аниматоров на протяжении многих лет. Его анимация отличалась мягкостью и эластичностью. Лаунсбери оживил Дж. Уортингтона Фулфеллоу и Гидеона в Пиноккио; Бен Али Гатор в Фантазии; Джорджа Дарлинга в Питере Пэне; Тони, Джо и несколько собак в Леди и Бродяга; Королей Стефана и Хьюберта в Спящей красавице; слонов в Книге джунглей и многих других. В 1970-х годах Лоунс был назначен режиссёром и сорежиссёром Винни-Пух, а с ним и Тигра!, а также его последнего фильма Спасатели.
- Вольфганг Райтерман (26 июня 1909 — 22 мая 1985) присоединился к Disney в 1933 году в качестве аниматора и режиссёра. Он продюсировал все анимационные Диснеевские фильмы после смерти Уолта и до своей отставки; в 1950-х годах Райтерман был повышен в должности режиссёра. Он также снял эпизод в Спящей красавице, в которой рассказывается о побеге принца Филиппа из замка Малефисенты и его возможной битве против неё в образе ужасного огнедышащего дракона. Некоторые из его работ включают Монстро (в Пиноккио), Всадника без головы (в Приключения Икабода и мистера Тоада), Крокодила (в Питере Пэне), и Крысу (в Леди и Бродяга).
- Фрэнк Томас (5 сентября 1912 — 8 сентября 2004) присоединился к Disney в 1934 году. Вместе с Олли Джонстоном он стал автором библии аниматора Иллюзия жизни. Его работы включали Злобную мачеху (в Золушке), Королеву Червей (в Алисе в Стране чудес) и Капитана Крюка (в Питере Пэне). Фрэнк также отвечал за культовую сцену спагетти в Леди и бродяга.

В 2012 году сын Фрэнка Томаса, Теодор Томас, снял документальный фильм о детях аниматоров, вспоминающих своих отцов, Растем с девятью стариками (включен в Алмазное издание DVD Питера Пэна.)

## Наследие
В рамках своей работы для Disney Девять стариков усовершенствовали 12 основных принципов анимации:
1. Сжатие и растяжение
2. Подготовка, или упреждение
3. Сценичность
4. Использование компоновок и прямого фазованного движения
5. Сквозное движение и захлёст действия
6. Смягчение начала и завершения движения
7. Дуги
8. Дополнительное действие
9. Расчёт времени (Тайминг)
10. Преувеличение
11. «Цельный» рисунок
12. Привлекательность

В 1981 году, выйдя на пенсию, Джонстон и Томас опубликовали книгу Disney Animation: The Illusion of Life, в которой изложены 12 основных принципов анимации и помогают сохранить анимационные техники, созданные компанией Disney.
Еще одним важным компонентом наследия Девяти стариков являются многочисленные аниматоры в современной анимационной индустрии, которые могут прямо или косвенно проследить свое обучение до кого-то, кто был либо их учеником в Disney Animation, либо их учеником в CalArts. Например, Wayne Unten, ведущий аниматор Эльзы в диснеевском Холодном сердце, отметил, что он учился у John Ripa, который, в свою очередь, учился у Глена Кина, который, в свою очередь, учился у Джонстона.

## Художественные фильмы
| Название                            | Лес Кларк           | Марк Дэвис | Олли Джонстон | Милт Каль | Уорд Кимбалл | Эрик Ларсон                                                                                | Джон Лаунсбери | Вольфганг Райтерман                                             | Фрэнк Томас |
| ----------------------------------- | ------------------- | --- | --- | --- | --- | ------------------------------------------------------------------------------------------ | --- | --------------------------------------------------------------- | --- |
| Белоснежка и семь гномов            | Аниматор            | Аниматор и дизайнер Белоснежки | Помощник аниматора | Аниматор Принца, лесных зверей | Аниматор | Аниматор лесных зверей, гномов на оленях                                                   | Помощник аниматора | Аниматор                                                        | Аниматор гномов |
| Пиноккио                            | Аниматор            | Аниматор | Аниматор Пиноккио | Режиссёр-аниматор / аниматор Пиноккио и некоторых сцен из Джимини Сверчка                                                                                | Режиссёр-аниматор/дизайнер и аниматор Джимини Сверчка                                                                                    | Режиссёр анимации Фигаро, Клео, Марионеток, Ослов                                          | Аниматор «Честного» товарища Джона Уортингтона, Гидеона                                                                                         | Режиссёр анимации                                               | Аниматор Пиноккио |
| Фантазия                            | Аниматор            | x | Аниматор центавреток и купидонов в эпизоде «Пасторальная симфония» | x | Руководитель анимации эпизода «Пасторальная симфония»                                                                                    | Руководитель анимации эпизода «Пасторальная симфония»                                      | Аниматор эпизода «Танец часов» (Гиацинтовый бегемот, бегемоты, Бен Аллигатор, аллигаторы)                                                       | Руководитель анимации эпизода «Весна священная».                | x |
| Несговорчивый дракон                | x                   | x | x | x | Аниматор | x                                                                                          | x | Аниматор                                                        | x |
| Дамбо                               | Аниматор            | x | x | x | Режиссёр анимации ворон | Аниматор                                                                                   | Режиссёр анимации Дамбо, Тимоти К. Маус | Режиссёр анимации                                               | x |
| Бэмби                               | Аниматор            | Аниматор и дизайнер Бэмби, Фалины, самки кролика, Цветка и самки скунса | Аниматор смерти матери Бэмби, Тампер читает урок своего отца | Ведущий аниматор Бэмби, Тампера, оленя | x | Ведущий аниматор Тампера, друга Совы                                                       | Ведущий аниматор | Ведущий аниматор                                                | Аниматор катания на коньках Бэмби и Тампера |
| Привет, друзья!                     | Аниматор            | x | x | Аниматор аттракционов последовательность Лам | Аниматор | x                                                                                          | x | Аниматор                                                        | x |
| Три кабальеро                       | Аниматор            | x | Аниматор Дональда Дака и эпизода «Летающий Гаучито» | Аниматор | Аниматор | Аниматор эпизода «Летающий Гаучито», Дональд Дак, Хосе Кариока, Панчито и Аракуан          | Аниматор Дональда Дака, Хосе Кариока, Панчито                                                                                                   | x                                                               | Аниматор эпизода «Летающий Гаучито» |
| Сыграй мою музыку                   | Аниматор            | x | Аниматор эпизодов «Питер и волк» и «Кейси у летучей мыши» | Аниматор эпизодов «The Martins and the Coys», «Все кошки присоединяются»                                                                                 | Аниматор | Аниматор эпизодов «Питер и волк» и «Кейси у летучей мыши»                                  | Аниматор Волка в эпизодах «Питер и волк» и «Кит, который хотел спеть в Метрополитене».                                                          | x                                                               | x |
| Песня Юга                           | Режиссёр-аниматор   | Режиссёр-аниматор, аниматор и дизайнер Братца Кролика, Братца Лиса и Братца Медведя | Аниматор Братца Кролика, Братца Лиса и Братца Медведя | Режиссёр-аниматор Братца Кролика, Братца Лиса и Братца Медведя (эпизод The Tar Baby)                                                                     | x | Режиссёр-аниматор                                                                          | Режиссёр-аниматор | x                                                               | x |
| Весёлые и беззаботные               | Режиссёр-аниматор   | Аниматор и дизайнер Бонго, бабочек и зевающих деревьев | Аниматор Джимини Сверчка | Lulubelle, Lumpjaw, медведи (в титрах не указан) | Режиссёр-аниматор | Аниматор                                                                                   | Режиссёр-аниматор Джимини Сверчка, Микки Мауса, Вилли Гиганта                                                                                   | Режиссёр-аниматор                                               | x |
| Время мелодий                       | Режиссёр-аниматор   | x | Аниматор Джонни Яблочное семя, Ангела-Хранителя Джонни, призрака Джонни, маленького Тука                                                                                 | Режиссёр-аниматор эпизодов Джонни Яблочное семя, Ангела-Хранителя Джонни, Пекос Билла, Роковой вдовы и слюнявой Сью                                      | Режиссёр-аниматор Пекоса Билла и его эпизодов                                                                                            | Режиссёр-аниматор для эпизодов «Однажды зимой», «Джонни Яблочное семя» и «Маленький гудок» | Режиссёр-аниматор эпизодов «Однажды зимой», «Во всем виновата самба» и «Пекос Билл»                                                             | x                                                               | x |
| Так дорого моему сердцу             | Аниматор            | x | x | Аниматор | x | Аниматор                                                                                   | Аниматор | x                                                               | x |
| Приключения Икабода и мистера Тоада | Аниматор            | Аниматор и дизайнер мистера Тоуда, Сирила Праудботтома, крысы, крота, Ангуса Макбаджера, Мистера Винки и хорьков                                                                                             | Режиссёр-аниматор / аниматор Дж. Таддеуса Жаба, Рэтти, Моли, Ангуса Макбэджера, Прокурора, Судьи, Икабода Крейна, Катрины фон Тассель, Балтуса фон Тасселя, Брома Боунса | Режиссёр-аниматор Ангуса МакБаджера, крысы, крота, разъярённой толпы и Брома Боунса                                                                      | Режиссёр-аниматор и аниматор персонажей обоих короткометражек                                                                            | Аниматор                                                                                   | Режиссёр-аниматор для вступительных сцен Икабода Крейна                                                                                         | Режиссёр-аниматор                                               | Режиссёр-аниматор / аниматор мистера Тоада, Сирила Праудботтома, крысы, крота, Икабода Крэйна и его лошади, Катрины фон Тассель, Брома Боунса, смеющейся толстой леди |
| Золушка                             | Режиссёр-аниматор   | Аниматор и дизайнер Золушки, сводных сестер (разрывающих платье Золушки на части), Прекрасного принца, Короля (крупным планом руки и книжные полки) и Великого герцога (крупным планом руки и книжные полки) | Режиссёр-аниматор / аниматор сводных сестер, лакея | Режиссёр-аниматор Феи-Крёстной, Прекрасного Принца, Короля и Великого Герцога                                                                            | Режиссёр-аниматор Жака и Гаса и кота Люцифера                                                                                            | Режиссёр-аниматор Золушки, Прекрасного Принца                                              | Режиссёр-аниматор Жака, Гаса, Люцифера, мышей, Бруно, майора                                                                                    | Режиссёр-аниматор                                               | Режиссёр-аниматор / аниматор леди Тремейн, Великого герцога |
| Алиса в Стране чудес                | Режиссёр-аниматор   | Аниматор и дизайнер Алисы и существа в очках | Режиссёр-аниматор / аниматор Алисы, Короля Червей | Режиссёр-аниматор Алисы, Белого Кролика (одна сцена), Додо, Фламинго и Ежика                                                                             | Режиссёр-аниматор / дизайнер и аниматор в эпизодах Твидли и Твидледума, Моржа и Плотника, Чеширского кота, Безумного Шляпника и Чаепития | Режиссёр-аниматор Алисы, Дины, Гусеницы, Королевы Червей                                   | Режиссёр-аниматор цветов, гусеницы, Чеширского Кота, Безумного Шляпника, странных существ                                                       | Режиссёр-аниматор                                               | Режиссёр-аниматор / аниматор Королевы Червей, дверной ручки, странных существ, нескольких сцен с Королём Червей, Чеширского Кота (пробная сцена)                      |
| Питер Пэн                           | Режиссёр-аниматор   | Аниматор и дизайнер феи Динь-Динь и миссис Дарлинг | Режиссёр-аниматор / аниматор мистера Сми, несколько сцен с Капитаном Крюком                                                                                              | Режиссёр-аниматор Питера Пэна, Венди Дарлинг, Джона Дарлинга, Майкла Дарлинга, мистера Дарлинг, миссис Дарлинг, Наны                                     | Режиссёр-аниматор | Режиссёр-аниматор Питера Пэна, Венди, Капитана Крюка                                       | Режиссёр-аниматор Джорджа Дарлинга, Венди, Джона, Майкла, Мэри, Наны, Потерянных мальчиков, индейцев, пиратов, Капитана Крюка                   | Режиссёр-аниматор                                               | Режиссёр-аниматор / аниматор капитана Крюка и нескольких сцен с мистером Сми                                                                                          |
| Леди и Бродяга                      | Режиссёр-аниматор   | x | Режиссёр-аниматор / аниматор Леди, Джока и Верного | Режиссёр-аниматор Леди, Бродяги, Мистера Занятого бобра, Верного                                                                                         | x | Режиссёр-аниматор Леди, Бродяги, Бобра, Колышка                                            | Режиссёр-аниматор Леди, Бродяги, Тони, Джо, быка, крутого, Бориса, Пега, профессора, полицейского                                               | Режиссёр-аниматор                                               | Режиссёр-аниматор / аниматор Леди, Бродяги и Джока |
| Спящая красавица                    | Режиссёр эпизодов   | Аниматор и дизайнер Авроры, Малефисенты, Ворона Диабло, принца Филиппа (несколько сцен), короля Стефана и королевы Лии                                                                                       | Режиссёр-аниматор / аниматор флоры, фауны и погоды | Режиссёр-аниматор принца Филиппа, короля Губерта, короля Стефана, метрдотеля, животных, Самсона                                                          | x | Режиссёр эпизодов                                                                          | Режиссёр-аниматор принца Филиппа, короля Губерта, короля Стефана, животных, головорезов                                                         | Режиссёр эпизодов                                               | Режиссёр-аниматор / аниматор флоры, фауны и погоды |
| 101 далматинец                      | Аниматор персонажей | Аниматор и дизайнер Стервеллы Де Виль и Аниты | Режиссёр-аниматор / аниматор Понго, Пердиты, Няни | Режиссёр-аниматор Роджера и Аниты, Понго, Пердиты, Лабрадора                                                                                             | x | Режиссёр-аниматор Понго, Пердиты, щенков, полковника, Тиббса                               | Режиссёр-аниматор Понго, Пердиты, щенков, полковника, Тиббса, Джаспера, Горация, Дэнни, Капитана Лошади                                         | Режиссёр                                                        | Режиссёр-аниматор / аниматор Понго, Пердиты, щенков |
| Меч в камне                         | Аниматор            | x | Режиссёр-аниматор / аниматор Мерлина, Варта, Архимеда, Сахарницы | Дизайн персонажей / режиссёр-аниматор Варта (также известного как король Артур), Мерлина, сэра Эктора, Кей, Архимеда, кухонной женщины, мадам Мим, собак | x | Аниматор Варта, Мерлина, Архимеда, сэра Эктора, мадам Мим                                  | Режиссёр-аниматор Варта, Мерлина, Архимеда, сэра Эктора, сэра Кея, сэра Пелинора, Вольфа, Пайка, мадам Мим, посудомойки                         | Режиссёр                                                        | Режиссёр-аниматор / аниматор Варта, Мерлина, белки, Мадам Мим |
| Мэри Поппинс                        | x                   | x | Аниматор пингвинов | Аниматор Мастера гончих, гончих, лисиц, стюардов | Аниматор | Аниматор лесных животных, гонщиков                                                         | Аниматор сельскохозяйственных животных, охотника и лошади                                                                                       | x                                                               | Аниматор пингвинов |
| Книга джунглей                      | x                   | x | Режиссёр-аниматор / аниматор Маугли, Багиры, Балу, Шанти | Режиссёр-аниматор Маугли, Балу, Багиры, Шерхана, короля Луи, обезьян, Каа, стервятников                                                                  | x | Аниматор Маугли, Багиры, Стервятников                                                      | Режиссёр-аниматор полковника Хати, Винифреда, Джуниора, слонов, слона Буглера, Балу, Маугли, Багиры, короля Луи, Шерхана, стервятников, обезьян | Режиссёр                                                        | Режиссёр-аниматор / аниматор Маугли, Балу, Багиры, Каа, Короля Луи, Обезьяны-лакея                                                                                    |
| Коты-аристократы                    | x                   | x | Режиссёр-аниматор / аниматор герцогини, Томаса О’Мэлли, Мари, Берлиоза, Тулузы, Амелии и Эбигейл Гэббл, дяди Уолдо                                                       | Режиссёр-аниматор Томаса О’Мэлли, герцогини, мадам Бонфамиль, Эдгара и Джорджа                                                                           | x | Аниматор Рокфора, котят, Скат-кота                                                         | Режиссёр-аниматор Эдгара, Джорджа Отекура, аллейных котов, Рокфора                                                                              | Продюсер и режиссёр                                             | Режиссёр-аниматор / аниматор герцогини, Томаса О’Малли, Эдгара, Наполеона, Лафайета                                                                                   |
| Набалдашник и метла                 | x                   | x | x | Аниматор короля Леонидаса, птицы-секретаря и животных | Режиссёр анимации | Аниматор                                                                                   | Аниматор | x                                                               | x |
| Робин Гуд                           | Аниматор            | x | Режиссер-аниматор / аниматор принца Джона, сэра Хисса, Робин Гуда и Маленького Джона, замаскированных под гадалок, горничной Мэриан, леди Клак                           | Режиссер-аниматор Робин Гуда, Шерифа Ноттингема, Маленького Джона, Аллан-а-Дейла (петух), Девы Мэриан, Леди Клак, Брата Тука, Скиппи, Короля Ричарда     | Аниматор персонажей | Аниматор персонажей Робин Гуда, Маленького Джона, Стервятников                             | Режиссер-аниматор Робин Гуда, Маленького Джона, Шерифа Ноттингема, Волчей стрелы, Отто                                                          | Продюсер и режиссёр                                             | Режиссёр-аниматор / аниматор Робин Гуда, переодетого аистом, Шерифа Ноттингема, горничной Мэриан и Скиппи.                                                            |
| Множество приключений Винни-Пуха    | Аниматор            | x | Аниматор Винни-Пуха, Пятачка, Кролика | Аниматор Тигры, Винни-Пуха (сцены с Тигром) и нескольких сцен с Ру                                                                                       | x | Аниматор Кенги, Ру, Винни-Пуха                                                             | Аниматор / Режиссёр | Продюсер и режиссёр                                             | Аниматор Винни-Пуха, Пятачка, Совы и Кристофера Робина |
| Спасатели                           | x                   | x | Режиссер-аниматор / аниматор Бернарда, Бьянки, Пенни, Руфуса, Орвилла | Режиссер-аниматор мадам Медузы, мистера Снупса, Пенни, Брута и Неро, нескольких сцен Бернарда и Бьянки                                                   | x | Названия                                                                                   | Режиссёр | Продюсер и режиссёр                                             | Режиссер-аниматор / аниматор Бернарда, Бьянки, Чаирмауза, Нерона и Брута                                                                                              |
| Лис и пёс                           | x                   | x | Аниматор Тода, Коппера, Викси, Шефа, идущего со сломанной ногой | x | x | Консультант по анимации                                                                    | x | Он разработал экранизацию романа и выступил сопродюсером фильма | Ведущий аниматор Тода и Коппера |
| Чёрный котёл                        | x                   | x | x | x | x | Консультант по анимации                                                                    | x | x                                                               | x |
| Великий мышиный сыщик               | x                   | x | x | x | x | Консультант по анимации                                                                    | x | x                                                               | x |

## Дополнительное чтение
- Canemaker, John (2001). Walt Disney’s Nine Old Men and the Art of Animation. New York, New York: Disney Editions. ISBN 0-7868-6496-6.
- Deja, Andreas (2015). The Nine Old Men: Lessons, Techniques, and Inspiration from Disney’s Great Animators. CRC Press. ISBN 1-1350-1585-6.
- Larson, Eric et al. (2014). 50 Years in the Mouse House: The Lost Memoir of One of Disney’s Nine Old Men. Theme Park Press. ISBN 1-9415-0047-1.
- Mason, Fergus (2014). Disney’s Nine Old Men: A History of the Animators Who Defined Disney Animation. BookCaps Study Guides. ISBN 1-6291-7259-6.
- Peri, Don (2008). Working with Walt: Interviews with Disney Artists. Univ. Press of Mississippi. ISBN 1-9341-1067-1.